# Pseudoxyomus setosus
Pseudoxyomus setosus är en skalbaggsart som beskrevs av Rudolph Petrovitz 1964. Pseudoxyomus setosus ingår i släktet Pseudoxyomus och familjen Aphodiidae. Inga underarter finns listade i Catalogue of Life.